# 東方短毛貓
東方短毛貓是家猫的品种之一。體重一般4-6.5千克， 四肢修長、短毛，骨骼纖細、肌肉發達，體態優雅。耳大、杏仁眼。
該品種貓起源於泰國，有人認為東方短毛貓是暹羅貓的祖先，暹羅貓是東方短毛貓的變種。這兩個品種的貓在19世紀同時被引進英國，但暹羅貓比較受歡迎，直到1950年短毛貓才被重視。育種專家將暹羅貓與不同顏色的歐洲短毛貓雜交，又得到了巧克力色、白色、藍色的東方短毛貓。1972年CFA認可了該品種，該品種貓目前屬稀有品種。東方短毛貓與暹羅貓一樣性格活潑、外向，喜歡交際。愛好說話、嗓音大，不喜歡孤獨。性成熟早，9個月左右開始發情，而且頻繁鬧貓。比一般的貓高產。由於毛短，皮毛易護理。